# هيرا مندي
هيرا مندي (بالأردية والبنجابية: ہیرا منڈی، وتعني حرفيًا "سوق الماس")، هو حي وسوق يقع في مدينة لاهور المسورة. يُعرف على وجه التحديد بانه منطقة الضوء الأحمر في لاهور، باكستان. يُعتقد أنه كان يُطلق عليه في الأصل "هيرا سينغ دي ماندي"، أي سوق الحبوب الغذائية في هيرا سينغ. لاحقًا، تحول الاسم إلى هيرا مندي حيث تحولت إلى "منطقة الضوء الأحمر" للمدينة.  
تقع هيرا مندي داخل مدينة لاهور المسورة، بالقرب من بوابة تاكسالي، وجنوب مسجد بادشاهي. كانت هيرا مندي في الأصل مجتمعًا غنائيًا ورقصيًا متجذرًا في ثقافة الطوائف خلال فترة المغول، ثم تطورت لأول مرة إلى منطقة للدعارة أثناء غزوات دوراني. وبعد الاستعمار البريطاني، تحولت هيرا مندي تدريجيًا إلى منطقة الضوء الأحمر.

## أصل التسمية
اعتقد هيرا سينغ دوغرا، رئيس وزراء البنجاب، في عهد مهراجا رانجيت سينغ، أن منطقة شاهي موهالا في قلب المدينة يمكن استخدامها كمركز اقتصادي، على غرار البازار، بالإضافة إلى إسكان الطوائف. أسس سوقًا للحبوب الغذائية في الحي الذي أصبح معروفا في البداية باسم "هيرا سينغ دي مندي". تعني هيرا الماس باللغة الأردية ويُعتقد أنها تصف الفتيات الراقصات في المنطقة. ولكن في الواقع، يُنسب اسم المنطقة إلى هيرا سينغ، نجل ديان سينغ دوغرا. كان ديان سينغ رئيس الوزراء في عهد مهراجا رانجيت سينغ.